# مايكل ستوكس
ولد مايكل كريستوفر ستوكس في 26 مارس سنه 1933 وتوفي في 25 مايو سنه 2012 وكان بروفسور بريطاني لليونانية.

## النشأة
ولد مايكل ستوكس في مدينة كليثروي، لانكشاير في إنجلترا حيث انتقلت عائلته إلى أوكسفورد في عام 1939 حيث تلقى تعليمه في مدرسة دراجون وكلية إيتون ومانت جون و حصل على الدرجة الأولى في الكلاسيكيات.

## المسيرة المهنية
درس مايكل في كلية باليول في اوكسفورد لمده عام وكان وقتها قد عُين كمحاضر لليونانية في جامعة إدنبره في اسكوتلندا عام 1959 وانتقل إلى جامعة كورنيل ليصبح بروفيسور مساعد في الولايات المتحدة في عام 1970 ومن مؤلفاته كتاب One and Many in Presocratic Philosophy وتم نشره في عام 1971 وفي عام 1974 عاد إلى الأمم المتحدة لتولي منصب بروفيسور لليونانية في جامعه درهام، وظهر كتابه الثاني في عام 1986 باسم Plato's Socratic Conversations, حيث تقاعد في عام 1993 ليصبح زميل باحث في قسم الكلاسيكيات في هولواي الملكي في جامعة لندن.

## الحياة الشخصية
كان ستوكس متزوجاً ولكنه انفصل ولديه ثلاثة أطفال.